# Distrito de Üsküdar
Üsküdar es un distrito de Estambul, Turquía, situado en la parte anatolia de la ciudad. Cuenta con una población de 524.452 habitantes (2022).
Fue fundada en el siglo VII a. C. en un valle vecino a la costa del Bósforo, siendo su antiguo nombre Crisópolis (Χρυσόπολις: ciudad de oro), y en la era medieval Scutari(on) (Σκουτάριον). 